# Maher al-Assad
Pour les articles homonymes, voir al-Assad.
Maher al-Assad (en arabe : ماهر الأسد), né le 8 décembre 1967 à Damas en Syrie, est un militaire syrien, frère cadet de l'ancien président Bachar al-Assad et dernier fils de son père Hafez al-Assad. Il est à la tête de la 4e division blindée jusqu’au 8 décembre 2024, le jour de ses 57 ans. Maher al-Assad est sous sanctions internationales en raison de son implication dans la répression contre les civils durant la guerre civile syrienne. Il est également suspecté de meurtres et accusé de crimes contre l'humanité, en particulier d'avoir ordonné l'attaque chimique de la Ghouta. Il est impliqué dans la production et le trafic de captagon.
Maher al-Assad supervisait également les opérations de groupes de chabiha, des paramilitaires alaouites.

## Biographie
Il est alaouite (branche du chiisme). Il est né un peu moins de deux ans après le coup d'État qui porta au pouvoir Salah Jedid et, aux côtés de celui-ci, son père Hafez al-Assad, comme ministre de la Défense.
Après la mort dans un accident de voiture de son frère Bassel al-Assad en 1994, il est mentionné comme possible successeur à Hafez al-Assad. Mais jugé trop violent et incontrôlable par son père, c'est finalement son frère Bachar qui est choisi.
Il épouse le 10 mars 2003 Manal al-Jadaan, issue de la bourgeoisie sunnite syrienne, qu'il connaît depuis 1984,. Ils ont deux filles.

## Carrière
Il étudie l’ingénierie mécanique à l'université de Damas avant de choisir une carrière militaire.
Maher al-Assad est membre du comité central du Parti Baas syrien et un des conseillers proches de Bachar.
Il est promu major-général en juin 2017.
Il est à la tête de la 4ème division blindée et de la Garde républicaine, une force d'élite de 10 000 à 15 000 hommes majoritairement alaouites, ce qui en fait le dirigeant de deux des unités les plus puissantes de l'armée,. Il chapeaute également ses cousins Munzer al-Assad et Fawaz al-Assad qui dirigent les milices criminelles chabiha.
Il est souvent qualifié de brutal, impulsif et cruel, et est soupçonné de meurtre et impliqué dans de nombreux massacres.
Durant le soulèvement révolutionnaire en 2011, il supervise la répression sanglante à Deraa puis lance l'assaut en février 2013 sur le quartier de Baba Amr à Homs, ce qui coûte la vie à plus de 8 000 Syriens,. Il est aussi soupçonné d'être responsable du massacre chimique de la Ghouta en août 2013, et est à ce titre est visé par une plainte en 2021,.
Son rôle de « principal maître d’œuvre de la répression contre les manifestants » lui vaut d'être placé sur la liste des sanctions de l'Union européenne en 2011,.
Maher est décrit par les analystes comme préférant l'Iran (par opposition à la Russie) pour jouer le rôle le plus important en tant qu'allié principal du gouvernement syrien pendant la guerre civile syrienne et la reconstruction d'après-guerre qui a suivi. Cela contraste avec la position du général de division Souheil al-Hassan, commandant des forces de mission spéciale de la division 25 qui a acquis beaucoup d'influence en raison de ses activités pendant la guerre civile syrienne, qui aurait préféré la Russie,,,.
Maher al-Assad est régulièrement cité comme organisateur et bénéficiaire direct du narcotrafic de captagon en Syrie. Il est accusé par différents témoins de fournir, via la Quatrième division, les matières premières à la fabrication de la drogue de synthèse, d'en protéger, organiser la fabrication et le transport, et de prélever une part des gains du trafic de captagon,,.
En septembre 2024, sa villa est visée par une frappe israélienne, mais il n'aurait pas été présent au moment du raid aérien et aurait survécu à l'attaque.
Lors de la chute du régime Assad, Maher n'aurait pas été prévenu par son frère de sa fuite en Russie. Il s'échappe alors à son tour par hélicoptère pour gagner l'Irak, d'où il se rend en Russie.

## Justice
En mars 2020, il est visé par une plainte déposée à Paris pour crimes contre l'humanité, aux côtés de son frère, Bachar al-Assad, pour deux attaques chimiques au sarin commises en août 2013 dans la Ghouta : le 5 août sur Adra et Douma et le 21 août, le massacre de la Ghouta, qui a fait plus de 1 400 morts, essentiellement civils. Selon les trois ONG qui ont déposé plainte et des témoignages d'anciens responsables, Maher al-Assad aurait donné l'ordre de lancer les attaques,. Cela rejoint les témoignages collectés par l'Open Society Justice Initiative, qui a déposé une plainte en Allemagne concernant l'attaque du 21 août et l'attaque de Khan Cheikoun en avril 2017.
En novembre 2023, la justice française émet quatre mandats d'arrêt internationaux contre Maher al-Assad, Bachar al-Assad, le général Ghassan Abbas, directeur de la branche 450 du CERS, et Bassam al-Hassan, officier de liaison et chef de la sécurité. Ils sont tous quatre accusés de complicité de crimes contre l'humanité pour les attaques chimiques perpétrées le 5 et le 21 août 2013 en Syrie.